# Les Révoltés de la cellule 11
Pour plus de détails, voir Fiche technique et Distribution.
Les Révoltés de la cellule 11 (titre original : Riot in Cell Block 11) est un film dramatique de  1954 mettant en vedette Neville Brand et Leo Gordon. Il a été réalisé par Don Siegel, à partir du scénario de Richard Collins.

## Fiche technique
- Titre original : Riot in Cell Block 11
- Titre  : Les Révoltés de la cellule 11
- Réalisation : Don Siegel
- Scénario : Richard Collins
- Photo : Russell Harlan
- Montage : Bruce B. Pierce
- Musique : Herschel Burke Gilbert
- Distribution : Allied Artists
- Pays d’origine :  États-Unis
- Langue : anglais
- Genre : Film dramatique
- Durée : 80 minutes
- Date de sortie : 1954
- Affiche : Constantin Belinsky (France)

## Distribution
- Neville Brand (VF : Pierre Trabaud) : James V. Dunn
- Emile Meyer (VF : Serge Nadaud) : Warden Reynolds
- Frank Faylen (VF : Robert Dalban) : Haskell
- Leo Gordon (VF : Jacques Erwin) : Crazie Mike Carnie
- Robert Osterloh : le colonel
- Paul Frees : Monroe
- Alvy Moore : Gator
- Whit Bissell : Snader
- James Anderson : Acton
- Carleton Young : Capitaine Barrett
- Roy Glenn : Delmar, un garde
- Joel Fluellen : Al
- Frank Hagney (non crédité) : Roberts, un prisonnier

## À noter
- Le film a été tourné à la prison d'État de Folsom avec les vrais détenus et gardiens jouant des rôles de figurants[1]. C'est le premier film sur lequel Sam Peckinpah a travaillé. Il a été embauché en tant que troisième assistant directeur de casting par Don Siegel. Apparemment, le directeur était réticent à autoriser les réalisateurs à filmer à l'intérieur de la prison de Folsom, jusqu'à ce qu'on lui présente Peckinpah. Le directeur connaissait sa famille de Fresno et devint immédiatement coopératif. Le lieu de travail de Siegel et son utilisation de vrais prisonniers comme figurants, ont fait une impression durable sur la carrière de Peckinpah.
- Lors de sa sortie initiale au Royaume-Uni, le film a été interdit[2]. Il est actuellement noté A '15 'en vertu de la BBFC.